# Lillian Copeland

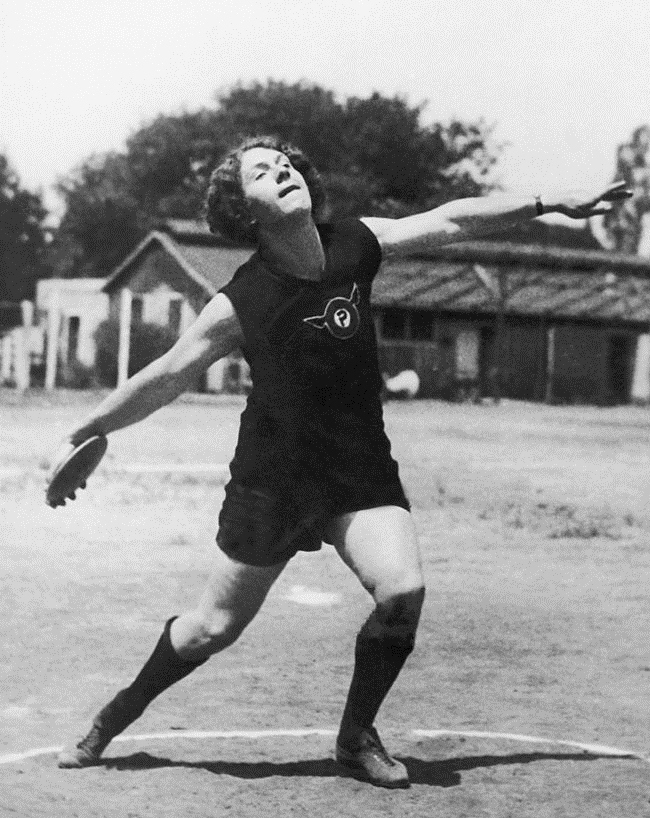
Lillian Copeland, 1928

Lillian Copeland (* 25. November 1904 in New York, New York; † 7. Juli 1964 in Los Angeles, Kalifornien) war eine US-amerikanische Leichtathletin in den Disziplinen Diskuswurf, Speerwurf und Kugelstoßen sowie Olympiasiegerin.
Copeland wurde als Kind polnischer Einwanderer in New York geboren. Ihr Vater verstarb, als sie noch ein kleines Mädchen war. Als sich ihre Mutter wieder verheiratete, zog die Familie anschließend nach Los Angeles. Schon als Jugendliche zeigte sie bemerkenswerte Leistungen in den Wurfdisziplinen im Kugelstoßen und Diskuswurf. Ab 1931 studierte sie Jura an der Universität von Südkalifornien.
Zu Beginn ihrer Karriere gewann sie im Kugelstoßen in den Meisterschaften der Amateur Athletic Union (AAU) fünfmal in den Jahren 1924–1928 und 1931. Zusätzlich gewann sie die AAU-Meisterschaften 1926 und 1927 im Diskuswurf und den Titel im Speerwurf 1926 und 1931. In den Jahren 1926 und 1927 stellte sie dreimal einen neuen Weltrekord auf. 
Im Diskuswurf gewann sie 1928 die Silbermedaille bei den Olympischen Spielen in Amsterdam hinter der Polin Halina Konopacka (Gold) und vor der Schwedin Ruth Svedberg (Bronze). 1932 gewann sie bei den Olympischen Spielen in Los Angeles in der gleichen Disziplin die Goldmedaille vor der US-Amerikanerin Ruth Osburn (Silber) und der Polin Jadwiga Wajs (Bronze).
Nach dem letzten olympischen Sieg zog sie sich weitgehend aus dem sportlichen Geschehen zurück. Als Jüdin bestritt sie jedoch noch 1935 die Makkabiade, wo sie in ihren drei Disziplinen alle Titel gewann. Danach beendete sie endgültig ihre aktive Sportlaufbahn und arbeitete im Polizeibüro des Los Angeles County.